# بول نيكولاس ماسون
بول نيكولاس ماسون (بالإنجليزية: Paul Nicholas Mason)‏ (1958)؛ كاتب للأطفال، كاتب وروائي كندي.

## روابط خارجية
- بول نيكولاس ماسون على موقع IMDb (الإنجليزية)
- بول نيكولاس ماسون على موقع قاعدة بيانات الفيلم (الإنجليزية)